# Bertín Osborne
Norberto Juan Ortiz Osborne, cunoscut drept Bertín Osborne, (n. 7 decembrie 1954, Madrid, Noua Castilie⁠(d), Spania) este un actor și cântăreț spaniol.